# Leopold Wimmer
Leopold Wimmer (* 12. Oktober 1871 in Burgstall, Oberösterreich; † 21. März 1946 in Linz) war ein österreichischer Politiker (SDAP) und Verbandsekretär. Wimmer war von 1925 bis 1934 Abgeordneter zum Oberösterreichischen Landtag.
Wimmer wirkte beruflich zwischen 1919 und 1936 als Sekretär im Land- und Forstarbeiterverband und gehörte zwischen dem 2. Juli 1925 und dem 29. Jänner 1931 sowie vom 15. Mai 1931 bis zum 12. Februar 1934 dem oberösterreichischen Landtag an. Er verlor sein Mandat infolge des Ausbruchs des Österreichischen Bürgerkriegs. Nach dem Ende des Zweiten Weltkriegs kümmerte sich Wimmer bis zu seinem Tod um die Neuerrichtung des Land- und Forstarbeiterverbandes. Er war verheiratet und Vater von sechs Kindern. 